# Stema orașului Secureni
Actuala stemă a orașului Secureni a fost aleasă la data de 12 septembrie 2001 prin Hotărârea Consiliului orășenesc. Autorul stemei este A.Grechylo, președintele Societății ucrainene de heraldică (UHT).
Stema are forma spaniolă a scutului, care este tradițională pentru stemele orașelor și satelor din Ucraina. Elementele centrale al stemei sunt două securi aurii încrucișate pe fond albastru, securile având deasupra o stea aurie stilizată și dedesubt o semilună argintie .
Conform unei legende, numele localității provine de la cuvântul ucraineană "Sokyra" (în ucraineană Сокира), care înseamnă topor. Și în limba română secure (săcure) înseamnă topor. La începutul secolului al XVI-lea, oștile otomane au invadat Moldova și Bucovina, iar țăranii au fugit în păduri pentru a scăpa de robia păgână. Fugarii și-au ales un loc de popas pe malul unui pârău care se vărsa în Nistru. Aici au fost atrași de pădurea deasă, în care găseau din abundență ciuperci, fructe de pădure și vânat. Oamenii și-au construit case într-un luminiș din pădure, tăind copacii. Din acest motiv, ei au fost numiți secureni. 
Steaua și semiluna sunt simboluri întâlnite pe Stema Basarabiei, indicând aici apartenența orașului la Basarabia. Pe scut este amplasat un turn de cetate argintiu cu trei metereze. Numărul de metereze de pe turn și culoarea indică faptul că așezarea este oraș regional și, în acest sens, are o importanță regională. 
În prezent, stema Securenilor poate fi întâlnită pe panourile care indică intrarea în oraș, pe clădirea Primăriei și pe cea a ziarului raional «Сокиряни сім днів». 

## Drapelul orașului Secureni
Actualul drapel al orașului Secureni a fost ales la data de 12 septembrie 2001 prin Hotărârea Consiliului orășenesc. Drapelul este alcătuit dintr-o pânză de culoare albastră în formă pătratică, având în centru două securi aurii încrucișate pe fond albastru, securile având deasupra o stea aurie stilizată și dedesubt o semilună argintie, toate aceste simboluri provenind de pe stema orașului.